# Waterlooville
Koordinaten: 50° 53′ N, 1° 1′ W
Waterlooville ist eine Stadt im District Havant in der Grafschaft Hampshire, England, rund 13 km nördlich von Portsmouth. Die eigentliche Stadt hat ca. 10.000 Einwohner; zusammen mit den Gemeinden Denmead, Hambledon, Horndean und Widley, mit denen Waterlooville zum Ballungsgebiet South Hampshire zusammengewachsen ist und die sich in Nord-Süd-Richtung entlang der A3 road erstrecken, ergibt sich eine Einwohnerzahl von etwa 45.000.

## Geschichte
Einer lokalen Überlieferungstradition zufolge ist der Name des Ortes auf ein örtliches Pub mit Namen Heroes of Waterloo zurückzuführen; dieses Pub befand sich an einem Waitland End genannten Ort und wurde 1815 von Soldaten besucht, die soeben vom letzten Feldzug gegen Napoleon Bonaparte zurückgekehrt waren, der mit dem Sieg bei Waterloo endete. Diese Soldaten wollten den Sieg nun nach ihrer Landung im nahen Portsmouth gebührend feiern, kehrten im genannten Pub ein und sollen sich anschließend rund um dieses Pub angesiedelt haben, dass dem Anlass entsprechend in Heroes of Waterloo umbenannt wurde. Dieses ursprüngliche Pub befand sich nahe dem heutigen Busbahnhof der Stadt; ein Pub gleichen Namens wurde später an anderer Stelle in der Stadt eröffnet.
Die Stadtmitte ist seit 1985 Fußgängerzone, zugleich wurde der Maurepas Way zur Umgehungsstraße ausgebaut. Auch der Bau der A3 road von Portsmouth nach London hat zur verkehrlichen Entlastung der Innenstadt beigetragen.

## Militär
In Forest End ist die Air Training Corps Squadron 2260 stationiert. 

## Bildung
Die Stadt verfügt über 4 Grundschulen, 2 Oberschulen und 2 Colleges.

## Partnergemeinde
- Henstedt-Ulzburg
- Maurepas (Yvelines)

## Persönlichkeiten
- Beatrice Shilling OBE (1909–1990) Luftfahrtingenieurin, Motorradrennfahrerin und Sportwagenrennfahrerin
- Brandon Haunstrup (* 1996), Fußballspieler